# Maireana amoena
Maireana amoena är en amarantväxtart som först beskrevs av Friedrich Ludwig Diels, och fick sitt nu gällande namn av Paul G. Wilson. Maireana amoena ingår i släktet Maireana och familjen amarantväxter. Inga underarter finns listade i Catalogue of Life.